# Скендербеу (стадион)
«Ске́ндербеу» (алб. Skënderbeu) — футбольный стадион в городе Корча (Албания). Является домашней ареной клуба «Скендербеу», выступающего в албанской Суперлиге.
Стадион был построен в 1957 году. Первоначальная вместимость была 12 000 человек. Позже лавки были заменены на пластиковые сидения, из-за чего вместимость уменьшилась до 7 500 человек. Последняя реконструкция была проведена в 2011 году. Благодаря этой реконструкции, стадион стал одним из лучших в Албании и позволял проводить матчи Еврокубков. Первую такую игру стадион принял 13 июля 2011 года, когда местный «Скендербеу» в рамках квалификации Лиги Чемпионов УЕФА 2011/12 принимал кипрский АПОЭЛ.
Помимо футбольной арены на территории располагается Дворец Спорта «Тамара Николла», предназначенный для проведения игр по баскетболу и волейболу.